# Алпи
Алпите пренасочва насам.  За поемата вижте Алпите (поема).
Алпи е най-високата и обширна планински вериги, която е изцяло в Европа, простираща се приблизително на 1200 km през осем алпийски държави (от запад на изток): Монако, Франция, Швейцария, Италия, Лихтенщайн, Германия, Австрия и Словения.
Алпийската верига се простира от Ница на западното Средиземно море до Триест на Адриатическо море и Виена в началото на Панонския басейн. Планината се е образувала в продължение на десетки милиони години при сблъсъка на африканската и евразийската тектонични плочи. Изключителното скъсяване, причинено от събитието, води до издигане на морски седиментни скали чрез избутване и нагъване във високи планински върхове като Монблан и Матерхорн.
Монблан обхваща френско-италианската граница, с височина от 4809 м е най-високият връх в Алпите. Областта на алпийския регион съдържа 128 върха, по-високи от 4000 м.
Надморската височина и размерът на ареала оказват влияние върху климата в Европа; в планинската верига нивата на валежите варират значително и климатичните условия се състоят от различни зони. Диви животни като козирозите живеят по високите върхове до надморска височина от 3400 м, а растения като еделвайс виреят в скалисти райони на по-ниски и на по-високи възвишения.
Доказателства за човешко обитаване в Алпите датират от епохата на Палеолита. Мумифициран човек („Йоци“), чиято възраст е определена на 5000 години, е открит в ледник на австрийско-италианската граница през 1991 г.
Към 6 в. пр. н. е. келтската латенска култура е добре установена. Ханибал прекосява Алпите със стадо слонове, а римляните имали селища в региона. През 1800 г. Наполеон пресича един от планинските проходи с 40-хилядна армия. През 18 и 19 век се наблюдава приток на натуралисти, писатели и художници, по-специално романтиците, последвани от златния век на алпинизма, когато алпинистите започват да изкачват върховете на Алпите.
Алпийският регион има силна културна идентичност. Традиционни практики като земеделие, производство на сирене и дървообработване все още процъфтяват в алпийските села. Туристическата индустрия обаче започва да расте в началото на 20 век и се разширява значително след Втората световна война, като в крайна сметка се превръща в доминираща индустрия до края на века.
Зимните олимпийски игри са се провеждали в Швейцарските, Френските, Италианските, Австрийските и Баварските Алпи. Към 2010 г. регионът е дом на 14 милиона души и е посещаван от 120 милиона души годишно.

## Етимология
Думата Алпи произлиза от френското и латинско Alpes, за което в един момент се е смятало, че произлиза от латинската дума албус („бял“). Терминът алп (алм или алпе) се отнася за високопланинските пасища в алпийските райони под ледниците, а не за върховете. Алп е високо пасище, до което се водят кравите на паша по време на летните месеци, а терминът „Алпите“, отнасящ се за планините като цяло, е погрешно възприето название. Думите за планинските върхове варират според нацията и езика: думи като хорн, кьогел, гипфел и берг се използват в немскоговорещите региони, мон и егюий във френскоговорещите; а монте или чима – в италианската езикова област.
Първоначалното значение може да произлиза от „бял“ по отношение на постоянния сняг. Терминът може би е общ за итало-келтските езици, тъй като в келтските езици има думи за високи планини, производни от алп. Немското Alpen е винителен падеж по произход, но е в именителен падеж в съвременния немски, както и alm.
Друга теория е, че латинското Alpes е име от неиндоевропейски произход (което е общо за планини и планински вериги в региона на Средиземно море). Според Old English Dictionary, латинското Alpes би могло да произтича от доиндоевропейските езици, от думата alb, „хълм“, като например Албания  е свързана производна. Интересното е, че думата Албания (която е чуждо име за съвременните албанци) е била използвана като име на редица планински райони в цяла Европа. През римската епоха Албания е името на Източен Кавказ, а на английски език Албания (или Albany, Олбани) понякога се използва като име на Шотландия.

## Райони на Алпите
Напречните долини между Боденското езеро и езерото Комо разделят Алпите на по-високите Западни Алпи (височина до 4809 m – Монблан) и по-ниските и широки Източни Алпи (височина до 4049 m – планината Бернина)
Следва да се отбележи, че според френската традиция Западните Алпи е прието да се делят на Западни и Централни. В такъв модел, границата между трите части на Алпите практически съвпада с държавните: Западните Алпи се оказват във Франция, Централните – в Швейцария, а Източните – в Австрия.
По-долу е списък на основните райони на Алпите. Следва да се отбележи, че той има доста условен характер, тъй като различните източници дават различни граници.
- Западни Алпи
  - Лигурски Алпи
  - Приморски Алпи
  - Провансалски Алпи
  - Котски Алпи
  - Дофинийски Алпи
  - Грайски Алпи
  - Пенински Алпи
  - Бернски Алпи
  - Лепонтински Алпи
  - Урийски Алпи
  - Гларнски Алпи
  - Швицки Алпи

- Източни Алпи
  - Ретийски Алпи
  - Бергамски Алпи
  - Лехталски Алпи
  - Йоцталски Алпи
  - Цилерталски Алпи
  - Баварски Алпи
  - Висок Тауерн
  - Нисък Тауерн
  - Залцбургски Алпи
  - Щирийски Алпи
  - Доломитови Алпи
  - Карнийски Алпи
  - Юлийски Алпи
  - Караванке

На свой ред, съществува и по-подробно деление на тези райони. Така например Алпите северно от Инсбрук се делят на Ветерщайнгебирге и Карвенделгебирге, а южно от града – на Щубайералпен и Туксералпен.

## География

### Релеф
Алпите обикновено се разделят на Западни и Източни, като разделението е по линията между езерото Комо и Боденското езеро, следвайки течението на река Рейн. Западните Алпи са разположени на територията на Италия и Франция, а Източните – в Австрия, Германия, Италия, Лихтенщайн и Словения. На територията на Швейцария се намират части и от двата дяла. Най-високата точка на западния дял е връх Монблан във Франция (4809 m), след него по височина се нареждат Дюфур (4634 m) и Матерхорн в Швейцария (4478 m) и Бернина на италианско-швейцарската граница (4052 m). Дължината на Алпите е около 1000 km, а ширината достига до 250 km. 28,5% от Алпите се намират в Австрия, следвани от Италия (27,2%) и Франция (20,7%).
Няколко по-ниски планински вериги са разположени паралелно на Алпите, включително Френските Предалпи. На северозапад Швейцарското плато ги отделя от планината Юра.

#### Четирихилядници в Алпите
(За пълен списък вижте статия Върхове в Алпите)
В Алпите се намират общо 82 върха с височина над 4000 m, като 55 от тях са изцяло в една от Италия, Франция и Швейцария, а 27 са гранични.
| Име            | Височина) |
| -------------- | --------- |
| Монблан        | 4809      |
| Дюфур          | 4634      |
| Дом            | 4545      |
| Вайсхорн       | 4506      |
| Матерхорн      | 4478      |
| Дан Бланш      | 4357      |
| Гран Комбен    | 4314      |
| Финстераархорн | 4273      |
| Алечхорн       | 4193      |
| Юнгфрау        | 4158      |
| Бар дез Екрен  | 4102      |

### Реки и езера
Най-дългите реки, които текат през Алпите, са Ин и Драва. Езерата в Алпите са образувани от някогашни ледници. Едни от най-красивите езера в Алпите са Лаго Маджоре, от което идва притокът на реката По, и езерото Лаго ди Гарда, намиращо се близо до река Адидже.

### Ледници
За алпийския пояс е характерно значителното разпространение на планинско-ледниковите форми на релефа. В планините, на височина над 3000 метра над морското равнище, през зимата пада повече сняг, отколкото може да се разтопи. По тези места, където снегът е целогодишен, поради тежестта му, разтапянето и замръзването на горния му слой се образуват основите на ледник. Постепенно, със стапянето на вода по повърхността на ледника, ледените участъци се придвижат по долините. Ледът се плъзга, като по пътя си разрушава горния слой на почвата, повлича и носи със себе си части от камъни, пясък или земя. Повърхността на ледника е покрита с пукнатини с различни размери.
Линията на вечния сняг се намира на север на височина от 2,5 km, а на юг – от 3 до 3,2 km. Общата площ на съвременното заледяване е 4140 km². Ледниците в Алпите са около 1200, като най-голям е Алечкият в Бернските Алпи с площ от 81,7 km². От ледниците водят началото си реки като Рона, Рейн и други.

### Проходи
През вековете Алпите са прекосявани за война и търговия, както и от поклонници, студенти и туристи. Преминаването е по маршрути по шосе, с влак или пеша, които са известни като проходи, и обикновено се намират в депресии в планината, в които долините започват от равнините и хълмистите предпланински зони. В Средновековието по върховете на много от основните проходи са основани заслони от религиозни ордени. Най-важните проходи са Бренер, Симплон, Шплюген, Сен Готар, Семеринг, Мон Сени и Стелвио. Първият проход (който свързва Алпите с Апенините, е Кадибона.
Прекосявайки италианско-австрийската граница, проходът Бренер разделя Щубайските и Цилерталските Алпи и се използва като търговски маршрут още от XIV век. Най-ниският алпийски проход, Семеринг – 985 m, свързва Долна Австрия с Щирия, като се използва от XII век, когато е построен заслон. В средата на XIX век по трасето на прохода е построена железопътна линия с тунел. С височина от 2469 m, Голям Сен Готар е един от най-високите в Алпите и пресича италианско-швейцарската граница на изток от Пенинските Алпи, покрай склоновете на Монблан. Проходът е използван от Наполеон Бонапарт, който през 1800 г. прекосява планината с 40 000 войници. Сен Готар съединява Централна Швейцария с Тичино – в края на XIX век през него е построен тунел, който свързва Люцерн в Швейцария с Милано в Италия. С височина 2756 m, проходът Стелвио в северната част на Италия е един от най-високите алпийските проходи – през 1825 година през него е построен път.

### Климат
Климатът е планински. Средногодишните валежи в Алпите са 1450 mm.
Алпите се делят на пет климатични зони, всяка с различен вид на околната среда. Климатът, растенията и животинския свят се различават в различните части или зони на планината.
1. Зоната, която е над 3000 m, се нарича „зона на ледниковия сняг“ (фирн). Тази област, която е с най-студения климат, постоянно е покрита със сбит сняг.
2. Алпийската тундра се намира на височина между 2000 и 3000 m. Тази зона е по-топла, отколкото зоната на фирна. Тук могат да се срещнат диви цветя и треви.
3. Непосредствено под нея е субалпийската зона – от 1500 до 2000 m височина. Тук, с покачването на температурата бавно нагоре, започват да се срещат елхови и смърчови гори.
4. На височина от около 1000 до 1500 m е обработваемата земя. В тази област са разпространени дъбовите гори, а също така е и мястото за селскостопанско производство.
5. Под 1000 m са низините. Тук се среща далеч по-голямо разнообразие от растения. Човешките селища също така са в низините, тъй като температурата е по-поносима – както за хората, така и за животните.

Алпите са важна климатична разделителна линия на Европа. На север и запад от веригата са разположени територии с умерен климат, а на юг – субтропични средиземноморски ландшафти. Валежите на наветрените западни и северозападни склонове са 1500 – 2000 mm, на места – до 4000 mm на година. В Алпите се намират изворите на няколко големи реки (Рейн, Рона, По, Адидже, десни притоци на Дунав), както и многобройни езера с ледников и тектонично-ледников произход (Боденско, Женевско, Комо, Лаго Маджоре и други).
Ясно е изразена височинната поясност на ландшафтите. До височина 800 метра климатът е умерено топъл, по южните склонове – средиземноморски, с много лозя, градини и ниви, средиземноморски храсти и широколистни гори. На височина от 800 до 1800 m климатът е умерен, влажен, с широколистни гори от дъб и бук, които нагоре постепенно се заменят с борове. На височина 2200 – 2300 m климатът е хладен, с дълго застояване на снегове (така наречения субалпийски пояс). Преобладават храсти, ливади с високи треви и летни пасища. По-нагоре, до границата на постоянните снегове, е така наречената алпийска зона със студен климат и нискотревни алпийски ливади, които през по-голямата част от годината са покрити със сняг. Още по-нависоко е нивалния пояс с ледници, снежни полета и каменисти склонове.

## Геология
Основните геоложки концепции са формулирани основно от натуралистите, започнали да изучават скалите в Алпите през XVIII век. В средата на XIX век, за обясняване на наличието на „гънки“ на планинските вериги, е използвана теорията на геосинклиналите. Към средата на XX век получава широко разпространение теорията за тектоника на плочите.
Формирането (процесът на планинообразуване) на Алпите е епизодичен процес, който започва преди около 300 милиона години. През палеозойската ера суперконтинентът Пангея е образуван от една тектонична плоча, която се сформира от няколко плочи в течение на мезозойската ера, а древният океан Тетис се разпростира между Лавразия и Гондвана по време на юрския период. Нагънатата структура на Алпите е създадена основно от движения през последните 50 милиона години. Най-високата – аксиалната зона на Алпите, се състои от стари кристални (гнайс, шисти слюда) и метаморфни (кварц-филитови шисти) скали и се отличава с широко разпространение на планинско-ледников релеф и съвременно заледяване. Общата площ на ледниците е над 4000 km², като общо има около 1200 ледника, най-големият от които са Алеч, Фишер, Мер дьо Глас и Горнер. На север, запад и юг от аксиалната зона има участъци от варовик и доломит от мезозоя и по-младите флишови и моласови формации на Предалпите – в среднопланинския и нископланинския релеф.
Алпите са източник на минерали, добивани от човека в продължение на няколко хиляди години. В епохата на Халщатската култура (VIII – VI век пр.н.е.) келтските племена добиват в планината мед, а по-късно римляните добиват злато за монети в района на Бад Гащайн. Находищата в Щирия са източник на висококачествена желязна руда за стоманолеярната промишленост. Освен това на територията на голяма част от алпийския регион се срещат кристали и минерали като цинобър, аметист и кварц. Залежите на цинобър в Словения са важен източник за различни пигменти.

## Природа

### Флора
Растителните пояси в Алпите постепенно се сменят с изкачването нагоре по планината. Естествената височинна граница на растителността е определена от основни широколистни видове – дъб, бук, ясен и явор. Те не достигат до едно и също ниво, нито се срещат често заедно, но горната им граница отговаря достатъчно точно на промяната от умерен към по-студен климат, което допълнително се доказва от промяната на тревистата растителност. Тази граница обикновено се намира на около 1200 m над морското равнище – от северната страна на Алпите, а на южните склонове често се издига на 1500 m, понякога дори до 1700 m.
Този регион невинаги е белязан от присъствието на характерните дървета. Човешката намеса почти ги е унищожила в много области, и с изключение на буковите гори на австрийските Алпи, широколистните гори са рядко срещани. В много райони, където някога са съществували такива гори, сега са заменени от бял бор и смърч, които са по-нечувствителни към опустошенията от кози, които са най-големите врагове на такива дървета.
Над горите често се срещат отделни малки групи от клек, който на свой ред е заменен от храсти – обикновено Rhododendron ferrugineum (върху по-киселинни почви) или Rhododendron hirsutum (върху по-алкални почви). Над тях са високопланинските ливади, а още по-високо растителността става все по-рядка. В Алпите са регистрирани няколко вида растения над 4000 m, включително Ranunculus glacialis (вид лютиче), Androsace Alpina и Saxifraga biflora.
В района на Алпите учените идентифицират 13 000 вида растения. Алпийските растения са групирани по тип местообитание и почва, която може да бъде варовикова или не. Растенията виреят в различни диапазони на условия на околната среда: от ливади, блата, гори (широколистни и иглолистни) и райони, незасегнати от сипеи и лавини, до скали и хребети.
Едно от най-известните планински растения е ледниковото лютиче, което държи рекорд сред растенията с височина на виреене от 4200 m. Малки групи растения се намират на надморска височина от 2800 m. Много от тях, като например Eritríchium и Lýchnis имат специфична форма, която ги предпазва от тревопасни животни, които живеят на тези височини, и от загубата на влага. По този начин младите филизи са защитени от вятър и студ. Известният еделвайс е покрит със слой от бели власинки, които успешно задържат топлината.
- Алпийски еделвайс
- Тинтява
- Chamorchis alpina
- Beckwithia glacialis
- Алпийски клек
- Алпийска съсънка
- Androsace alpina
- Pedicularis oederi
- Gentiana pannonica
- Pedicularis furbishiae
- Pedicularis verticillata
- Горска ягода

### Фауна
Алпите са дом на 30 000 вида животни. Бозайниците обитават Алпите целогодишно, като някои от тях спят зимен сън. Само някои видове птици остават в планината през цялата година. Има птици, живеещи в Алпите, които напълно са се адаптирали към негостоприемната среда. Например снежната чинка строи гнезда в пукнатините на скалите над границата на гората и търси храната си (семена и насекоми) по планинските склонове. Жълтоклюната гарга също гнезди по скалите много над границата на гората. През зимата тя образува големи ята, които се събират около туристическите центрове и станции, където се хранят основно с отпадъци. Особено внимателно се подготвя за зимата сокерицата – през есента тази птица трупа запаси от семена и ядки, които заравя в земята. Преди началото на зимата сокерицата събира повече от 100 000 семена, които крие в около 25 скривалища. С невероятната памет, тя намира повечето от скривалищата си под снега през зимата, дебелината на който може да бъде повече от един метър. Със семената от складовете си сокерицата храни малките си.
Най-често срещаното животно в Алпите е алпийският мармот. Освен него се отличават скалният орел, алпийският козирог, дивата коза, жълтоклюната гарга, пъстрогушата завирушка, брадатият лешояд, кафявата мечка, рисът, благородният елен, вълкът и тундровата яребица. В Алпите има 14 национални парка, които осигуряват опазването на алпийската фауна.
- Алпийска завирушка
- Дива коза
- Алпийска гарга
- Скален орел
- Алпийски козирог
- Чавка
- Мармот
- Заек беляк
- Тундрова яребица
- Благороден елен
- Пернатонога кукумявка
- Алпийски саламандър

## История
През 1991 г. в Алпите е открит Йоци, запазена мумия на човек, живял около 3300 пр.н.е. През 218 пр.н.е. картагенският военачалник Ханибал предприема поход през Галия и Алпите с войска и бойни слонове с цел да нападне Римската империя изненадващо от север. Около половината от войниците умират при прехода. Въпреки това Ханибал печели Битката при Тичино.
През 46/47 г. римляните построяват първия римски път през Алпите – Виа Клаудия Аугуста – свързващ Аугсбург (тогава Кастра Аугуста) с Венеция през Алпите, през прохода Решен. Пътят бил с ширина достатъчна за преминаването на четириколки. Построяват се много други пътища през Алпите. До XI век много от тях са разрушени.
През XVIII век са построени много нови пътища, с цел бързо превозване на стоки от търговци и бързо превозване на оръдия по време на Наполеоновите войни. Наполеон анексира териториите, по-рано контролирани от Хабсбургите и Савоя. През 1798 г. той създава Хелветската република в Швейцария, две години по-късно пресича Алпите с армията си и завладява почти всички алпийски региони.
През XIX век манастирите и приютите, построени високо в Алпите по време на средновековния период за подслон на пътници и като места за поклонение, се превръщат в туристически дестинации. Такива например са бенедиктинските манастири в Люцерн, Швейцария и Оберамергау, цистерцианските в Тирол и на Боденското езеро и августинските абатства в Савоя и Интерлакен, Швейцария. Приютът в Голям Сен Готар, построен на върха на едноименния проход като подслон за пътници и място за поклонници през IX или X век, от XIX век се превръща в туристическа атракция – сред първите му известни посетители са Чарлз Дикенс и планинарят Едуард Уимпър.
На 16 май 1854 г. е открита първата железопътна линия в Алпите – между Виена и Грац. През 1882 г. е открит 15-километровият тунел Готард, през който минават влаковете от Люцерн за Милано. Така времето за пътуване се скъсява от няколко дни на осем до десет часа. Днес то е под четири часа с влак и под три часа с автомобил.
На 23 септември 1910 г. перуанско-френския авиатор Гео Чавез става първият човек, прелетял над Алпите, но се разбива малко преди да кацне. През 1913 г. швейцарецът Оскар Бидер успява да повтори полета и да кацне успешно. На 24 декември 1934 г. в Давос е открит първият модерен ски-влек. В първия сезон е използван от ок. 70 000 туристи. През 1908 г. в Болцано е пуснат в употреба първият въжен лифт.
През 1974 г. е завършена първата автомобилна магистрала през Алпите, свързваща Инсбрук и Модена. През 1959 г. по него минават около 20 000 камиона годишно, а в началото на XXI век са 5000 дневно.

## Население
95 процента от населението в Алпите живее на височина под 1000 m. През 2001 г. общата численост на населението в Алпите е 12 милиона и 300 хиляди души, по-голямата част от които са французи, германци и италианци. Голяма общност в планината са и словенците.
Най-големите градове в Алпите са Гренобъл (Франция) с население 155 100 души, Инсбрук (Австрия) – 127 000 души, Тренто (Италия) – 116 893 души и Болцано (Италия) – 98 100 души.

## Туризъм
Алпите са район за международен алпинизъм, ски-спортове и туризъм. Те са популярна дестинация както през лятото, така и през зимата, като място за отдих и спорт. Ски-спортове, сноуборд, шейни, разходки със снегоходки и ски-турове са възможни в повечето райони на планината от декември до април. През лятото Алпите са популярни сред туристи, планински колоездачи, парапланеристи, планинари, а многобройните алпийски езера привличат плувци и сърфисти. Най-ниско разположените райони и градове на Алпите са свързани чрез магистрали и скоростни пътища, но по-високите планински проходи и пътища могат да бъдат опасни дори и през лятото. Много планински проходи са затворени през зимата. Развитието на туризма допринася за големия брой летища около Алпите, както и за добрите железопътни връзки с всички съседни страни.
В планината има много курорти – някои от тях допринасят много за туризма там. Годишно Алпите се посещават от повече от 100 милиона туристи. Около 15% от живущите в Алпите работят в областта на туризма. Санкт Мориц е един от най-известните курорти в Алпите. През Алпите минават 5 от 11-те европейски маршрути E1, E2, E4, E5, E10.

## Транспорт
Районът се обслужва от 4200 km пътища, използвани от 6 милиона превозни средства. Пътуването с влак е добре развито в Алпите – например със 120 km линии за всеки 1000 km² територия за страна като Швейцария. Повечето от най-високите железници в Европа се намират в планината. Освен това в ход са планове за изграждане на 57 km дълъг подалпийски тунел, свързващ големите тунели Льотшберг и Готар, построени през XIX век.
Някои високопланински селища, като например Авориаз (във Франция), Венген и Цермат (в Швейцария) са достъпни единствено чрез кабинков лифт или зъбна теснолинейка, и нямат автомобили. Други високопланински селища в Алпите също обмислят превръщането си в свободни от коли зони или ограничаването на броя на автомобилите от съображения за предпазване на крехкия алпийски терен.
По-ниските райони и по-големите градове на Алпите са обслужвани от магистрали и главни пътища, но по-високите планински проходи и пътища могат да бъдат коварни дори и през лятото. Много проходи са затворени през зимата. Множество летища около Алпите (някои в самата планина), както и железопътните връзки от всички съседни страни, позволяват по-лесен достъп на голям брой чужди туристи.

## Спорт
В Алпите са се провели 10 от 21 зимни олимпийски игри – в Шамони (1924), Санкт Мориц (1928 и 1948), Гармиш-Партенкирхен (1936), Кортина д'Ампецо (1956), Инсбрук (1964 и 1976), Гренобъл (1968), Албервил (1992) и Торино (2006).